# Симон Томала
Симон Томала (на немски: Simone Thomalla) е германска актриса.

## Биография
Симон Томала е родена 11 април 1965 г. Дъщеря на архитект Алфред Томала. Тя е израснала в Потсдам, Германия. От 1991 до 1995 г. Симон е била омъжена за актьора Андре Ветер.

### Кариера
Като дете, Симон искала да бъда музикант, но вместо това завършва актьорска школа „Hochschule für Schauspielkunst“ „Ernst Busch“ в Берлин. Тя започва кариерата си през 1982 г. в Източна Германия, с филма „Aufgefunden“(Примерен). Оттогава тя е имала много роли в различни немски филми и телевизионни сериали. Симон е добре известна с появявата си в реклами. Тя печели „Златата камера“ заедно с Руди Асауер за реклама на Велтинс (бира) Veltins. Играе детектив Ева Салфелд в германския телевизионен сериал Tatort, както и други роли. Playboy Германия публикува снимки на Симон в тяхното издание февруари през 2010.